# Jean-Christophe Crespel
Jean-Christophe Crespel, né le 15 septembre 1972 à Dunkerque, est un entrepreneur social français, impliqué dans diverses organisations non gouvernementales.

## Biographie

### Famille et origines
Afin de sauver son neveu atteint d'une maladie rare, il effectue un don d'organe de son vivant.

### Formation
Jean-Christophe Crespel est diplômé de l’EDHEC BBA. Il est élu président du Bureau des Elèves, puis président de l'association des anciens élèves où il crée le premier annuaire officiel[source insuffisante].
Il effectue une formation d’officier à Saint-Cyr. Il y est élu sous-fine.
Il fait une formation executive à Harvard Business School à Boston.
Il est admis au concours de la préparation au troisième concours de l'INSP, école qui a remplacé l'ENA.

### Parcours professionnel
Il commence sa carrière en logistique chez Geodis.
En 2005, il devient le premier directeur logistique d'Action contre la Faim, où il met en place un dispositif d’intervention en urgence qui sera utilisé pour le séisme en Haïti en 2010 et le cyclone Haiyan aux Philipipines.
Après la chute des Talibans, il monte un partenariat avec l'Ambassade de France en Afghanistan et gère en volontariat les enseignants français dans les lycées Esteqlal et Malalaï de Kaboul et à l'Université de Kaboul.
En 2009, il co-fonde France Volontaires sur la base d'une organisation créée par le Général de Gaulle.
Il participe aux textes fondateurs du Service Civique avant la Loi du 10 Mars 2010.
En 2014, après l’invasion de Mossoul par l’État islamique, il met en œuvre le financement et les ressources de Radio Al Salam (Radio de la Paix) et les Écrans de la Paix en Irak.
Il participe à la candidature de la France aux Jeux Olympiques 2024, dans la Commission de François Chérèque et Laura Flessel.
En janvier 2017, il prend la direction générale de l'ONG International Impact qu'il avait fondé en 2001.
En parallèle, depuis 2005, Il est consultantet enseignant en écoles d'ingénieurs, de commerce et d'agronomie.

### Autres créations d'ONG, de Charities
En 2003 il crée la fondation Ecuasol. Cette ONG éducative aide les enfants des bidonvilles de Quito, en Équateur par du soutien scolaire[source insuffisante]. Il dirige son comité de pilotage encore 20 ans après.
En 2006, alors qu'il est directeur logistique d'Action Contre la Faim, il cofonde la Humanitarian Logistics Association[source insuffisante].

## Décorations
- Médaille de la Société d'Encouragement au Progrès (Vermeil en 2023)[1]
- Médaille de la Défense nationale, échelon bronze

## Publications
- 20 janvier 2011, Revue Aventure n°120[15], n°127[16],n°130[17], n°134[18], n°142[19], n°145[19], n°148[20], Revues spéciales "Solidarités Etudiantes" et "Volontariat International" par Jean-Christophe Crespel
- 30 janvier 2012 : Guide du Volontariat International 2012[21], écrit par Jean-Christophe Crespel. Supplément gratuit à la Revue Aventure n°130. 16 pages
- 27 juin 2014 : Guide du Volontariat International 2014-2015[22], écrit par Dante Monferrer et Jean-Christophe Crespel. Edité par France Volontaires. 24 pages
- 21 juin 2019 : Evaluation Report Volunteering[23], written by Jean-Christophe Crespel, NGO International Impact. From February to June 2019 (Pour un Sourire d'Enfant). France, Spain, Cambodia. 105 pages